# Derecskei Pál
Derecskei Pál (Debrecen, 1660 – Danzig, 1685 körül) református lelkészjelölt.

## Élete
Debrecenben tanult, ahol 1675. január 28-án lépett a felsőbb osztályokba. Volt köztanító, contrascriba, majd senior. Később külföldre ment, 1680. október 16-án a beiratkozott a leideni egyetemre, ahol teológiát hallgatott. Feltételezések szerint 1685-ben indult haza, ám útközben Danzigban érte a halál.

## Munkája
- Exercitatio utrum Sol an vero Tellus in Planetarum numerum referenda sit? inquirens. Lugd. Batav., 1684.